# قائمة أطول الهياكل في أوزبكستان
هذه القائمة من أطول الهياكل في أوزبكستان صفوف ناطحات السحاب والأبراج وغيرها من الهياكل في أوزبكستان على أساس ارتفاع الرسمية.

## تم الانتهاء من أطول الهياكل
تصنف هذه القائمة أعلى المباني والمنشآت في أوزبكستان والتي يبلغ ارتفاعها 100 متر (330 قدم) مبنى على الأقل أو 20 طابقا. لا يتم تضمين سوى الهياكل والمباني المكتملة التي تم تصويبها .
| اسم              | صورة | مدينة | بلد       | الارتفاع (م) | الارتفاع (قدم) | طوابق | إكمال | نوع البناية   | ملاحظات                                                           | Ref.  |
| ---------------- | ---- | ----- | --------- | ------------ | -------------- | ----- | ----- | ------------- | ----------------------------------------------------------------- | ----- |
| برج طشقند        |      | طشقند | أوزبكستان | 375          | 1230           |       | 1985  | برج           |                                                                   | [ 1 ] |
| Uchkizil TV Mast |      | ترميز | أوزبكستان | 350          | 1148           |       | 1990  | الصاري (سلكي) |                                                                   | [ 2 ] |
| عش واحد          |      | طشقند | أوزبكستان | 266.5        | 874.3          |       | 2020  | ناطحة سحاب    | عقارات ومراكز تجارية وأسواق ومطاعم ومنتجع صحي ومراكز لياقة بدنية. | [ 3 ] |